# Цзинъаньсы

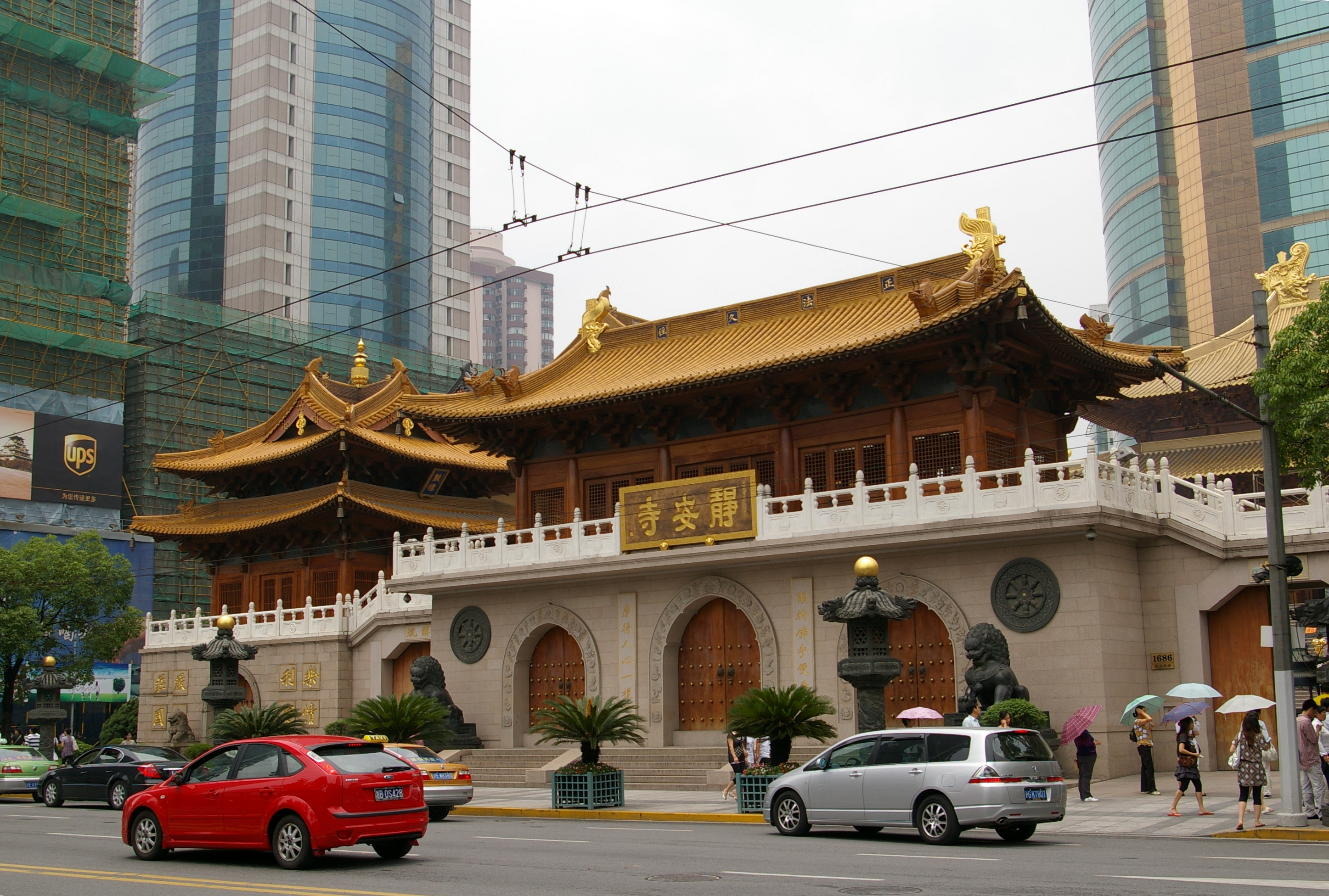
Цзинъаньсы со стороны парадного входа

Цзинъаньсы (кит. упр. 静安寺, пиньинь Jìng'ānsì, буквально: «Храм мира и спокойствия») — буддийский храмово-монастырский комплекс в районе Цзинъань в Шанхае, КНР (рядом с одноимённой станцией метро Цзинъаньсы).

## История
Годом основания храма считается 247 год н. э. (эпоха Троецарствия), он был построен в царстве У. Первоначально он был расположен у реки Сучжоухэ и перенесён на нынешнее место в 1216 году во время династии Южная Сун.
При династии Цин в 1880 году храм был значительно перестроен.

## Постройки
Три основных храма в Южном стиле, каждый со своим собственным двором, датируются временем последней реконструкции (1880):
- Храм Небесных царей
- Храм Трех Святых
- Храм Благих деяний
- Драгоценный храм Великого победителя, или Главный зал
- К востоку от Главного зала — Храм Гуаньинь со статуей богини из камфорного дерева высотой 6,2 метра и весом около 5 тонн
- Напротив — Храм Нефритового Будды с 3,8-метровой статуей сидящего Будды из нефрита.
- Покои настоятеля
- Бронзовый колокол императора Хунъу (династии Мин) весом 3,5 тонны
- Каменные изваяния Будды периода Южных и Северных династий (420-589 н.э.)